# Skwer Sybiraków w Braniewie
Skwer Sybiraków – reprezentacyjny skwer w Braniewie, miejsce wieńczące najważniejsze uroczystości państwowe i lokalne w mieście.

## Historia
Do II wojny światowej teren współczesnego Skweru Sybiraków stanowił obszar gęsto zabudowany, jak zresztą cała okolica położona blisko centrum miasta, co ilustruje między innymi fotografia z wieży kościoła z początku XX wieku. Wśród zabudowy tego kwartału wyróżniał się dom stowarzyszenia Liedertafel – najstarszego stowarzyszenia wokalnego (czyli chóru) w Braniewie, założonego 1851. Z czasem stan budynku stowarzyszenia stał się na tyle zły, że członkowie stowarzyszenia postanowili własnym nakładem wznieść na jego miejscu nowy dom. Ułatwił to fakt, iż większość członków chóru było rzemieślnikami, zaś przewodniczącym stowarzyszenia był inspektor budowlany Braniewa Augustin Lutterberg (1873–1950).
W 1926 – na miejscu poprzedniego budynku – ukończono budowę okazałego centrum społeczności lokalnej Gesellschaftshaus Liedertafel (na zdjęciu). Budynek posiadał dużą salę ze sceną obrotową do występów, dwie mniejsze sale, za budynkiem znajdował się ogród do organizacji imprez plenerowych. Wkrótce jednak stowarzyszenie wpadło w trudności finansowe (kryzys lat 30.) i było zmuszone sprzedać budynek. Został on zakupiony przez archiprezbitera Aloysa Schulza (1871–1953), proboszcza parafii św. Katarzyny, i przeznaczony na zupełnie inną działalność – przedszkole i żłobek. Nadano instytucji patronat św. Teresy (St. Theresienheim) i była ona prowadzona przez siostry katarzynki z pobliskiego klasztoru. Uliczkę, która przecinała teren skweru, nazwano dlatego Theresienstraße. Dom św. Teresy służył mieszkańcom do II wojny światowej.
Choć II wojna światowa dotarła do miasta dopiero w 1945 roku, to po przejściu frontu Armii Czerwonej w okresie luty-marzec 1945 miasto znajdowało się niemal całe w gruzach, szczególnie mocno ucierpiało Stare Miasto. Po wojnie wiele budynków, nadających się do obudowy, zostało rozebrane na cegłę, zwłaszcza gdy okazało się, że sprzedaż cegły rozbiórkowej przynosi spory dochód. Gruzy całkowicie zniknęły z krajobrazu Braniewa dopiero pod koniec lat 60. XX w. I to od tego czasu do współczesności teren ten pozostał niezabudowanym placem.
W 1990 w Braniewie zostało utworzone koło Związku Sybiraków, z prezesem Eugeniuszem Kuncem na czele. Prowadziło ono bardzo prężną działalność. Z inicjatywy prezesa Kunca w 1994 na cmentarzu przy ul. Morskiej został odsłonięty pierwszy pomnik sybiraków, tych, którzy „którzy zginęli w Tajgach Sybiru i nie było im dane powrócić do ojczyzny”.
Następnie 6 maja 1998 uchwałą Rady Miejskiej w Braniewie nr LXV/219/98 ten bezimienny do tej pory plac pomiędzy ul. Fromborską i ul. Moniuszki otrzymał nazwę „Skwer Sybiraków”. (Również tego dnia sąsiednie rondo, wybudowane w 1997, otrzymało patronat, imię gen. Władysława Andersa.) 10 maja 1998 uroczyście odsłonięto obelisk poświęcony zmarłym na obczyźnie sybirakom z inskrypcją „W hołdzie tym, którzy na nieludzkiej ziemi pozostali na zawsze”. Pomnik poświęcił abp warmiński Edmund Piszcz. Pomnik powstał z inicjatywy braniewskiego koła Związku Sybiraków.
W 2014 został przeprowadzony remont Skweru Sybiraków, jak również pobliskiej ul. Botanicznej. W ramach prac uliczki na Botanicznej i Skwerze Sybiraków zostały wyłożone kostką brukową, na skwerze wykonane zostały także elementy małej architektury – betonowe kule ozdobne oraz piramidy z kwiatów. W tym roku została złożona ponadto przy obelisku poświęconym sybirakom pierwsza urna – z ziemią katyńską. W następnych latach złożona została druga urna – z ziemią kuropacką (również miejsca masowych egzekucji NKWD).
Do roku 2021 uroczystości państwowe w mieście wieńczyło tradycyjne składanie kwiatów przy kamieniu na rondzie Andersa oraz przy obelisku na Skwerze Sybiraków. Z czasem jednak w przestrzeni publicznej zaczęto podnosić kwestię potrzeby utworzenia właściwszego, godnego obelisku, przy czym podawano w wątpliwość wyróżniania tych dwóch, po trosze przypadkowych miejsc. Wskazywano, iż równie dobrze można by składać kwiaty przy ulicy Kościuszki czy ulicy Sikorskiego, takich jak gen. Anders wielkich patriotów i mężów stanu.

### Pomnik „Orła Białego”
Włodarze miejscy postanowili rozwiązać ten problem i 13 kwietnia 2022 uchwałą Rady Miejskiej w Braniewie nr XXXIV/332/22 postanowiono na Skwerze Sybiraków wznieść pomnik „Orła Białego”. Pomnik ten został uroczyście odsłonięty już 3 maja 2022, w 231. rocznicę uchwalenia Konstytucji 3 maja.
Pomnik jest posadowiony na fundamencie, o wysokości 400 cm, szerokości u podstawy 120 cm. Teren wokół pomnika jest wyłożony kostką granitową. Wizerunek orła jest wykonany z odlewu w brązie. Na postumencie pomnika znajduje się inskrypcja „BÓG, HONOR, OJCZYZNA”. 16 września 2022 przy pomniku „Orła Białego” zainstalowano dodatkowo maszt z biało-czerwoną flagą, sfinansowany ze środków rządowych. Maszt został sfinansowany w ramach ogólnopolskiego konkursu „Pod Biało-Czerwoną”, w którym to konkursie Braniewo, dzięki licznie oddanym głosom mieszkańców znalazło się w gronie zwycięzców, plasując się na trzecim miejscu w województwie. Odtąd to miejsce zdobi kompletny patriotyczny zestaw, dzięki któremu ważne uroczystości państwowe zyskały odpowiednią oprawę, tj. rozpoczynają się od wciągnięcia flagi maszt w czasie śpiewania hymnu państwowego.
Od 2022 ważniejsze uroczystości, m.in. z okazji Święta Konstytucji 3 maja oraz Święta Niepodległości, wieńczy składanie kwiatów pod pomnikiem Orła Białego. Uroczystościom towarzyszą okolicznościowe przemówienia, apele pamięci, często wykonywana jest salwa wojskowej kompanii honorowej.

### Aleja Dębów
Jest to kolejne przedsięwzięcie, które ubogaca braniewski Skwer Sybiraków. Zapoczątkowane zostało w 2020, kiedy to 22 września posadzony został pierwszy dąb pamięci (dąb katyński) poświęcony gen. dywizji Rudolfowi Prichowi, który został mianowany przez gen. Kazimierza Sosnkowskiego dowódcą obrony obszaru Lwowa. Następnie aresztowany i zamordowany przez NKWD na terenie Ukrainy w 1940 roku. 16 października 2020, w rocznicę wyboru kard. Karola Wojtyły na Stolicę Piotrową, odsłonięty został kolejny dąb, tym razem papieski. W uroczystości wzięli udział samorządowcy oraz przedstawiciele braniewskich szkół i instytucji. 2 września 2022, w pierwszą rocznicę beatyfikacji Prymasa Tysiąclecia – kardynała Stefana Wyszyńskiego, posadzony został trzeci dąb pamięci na Skwerze Sybiraków. Każdy akt posadzenia dębu miał uroczystą oprawę i uwieczniony został tablicą pamiątkową.

### Mural Reginy Protmann
11 listopada 2024 na budynku przy Skwerze Sybiraków został uroczyście odsłonięty kolejny mural w mieście, ten został poświęcony urodzonej w Braniewie błogosławionej Reginie Protmann. Mural powstał z okazji 25-lecia jej beatyfikacji. Regina Protmann była założycielką Zgromadzenia św. Katarzyny. W 2000, uchwałą Rady Miasta Braniewa, Regina Protmann została ustanowiona patronką miasta. Autorem projektu był elbląski artysta Dima Snork, który zdobył już uznanie dzięki poprzednim muralom w mieście, był między innymi autorem muralu z nowym herbem Braniewa przy głównej ulicy miasta – Gdańskiej.

## Galeria zdjęć

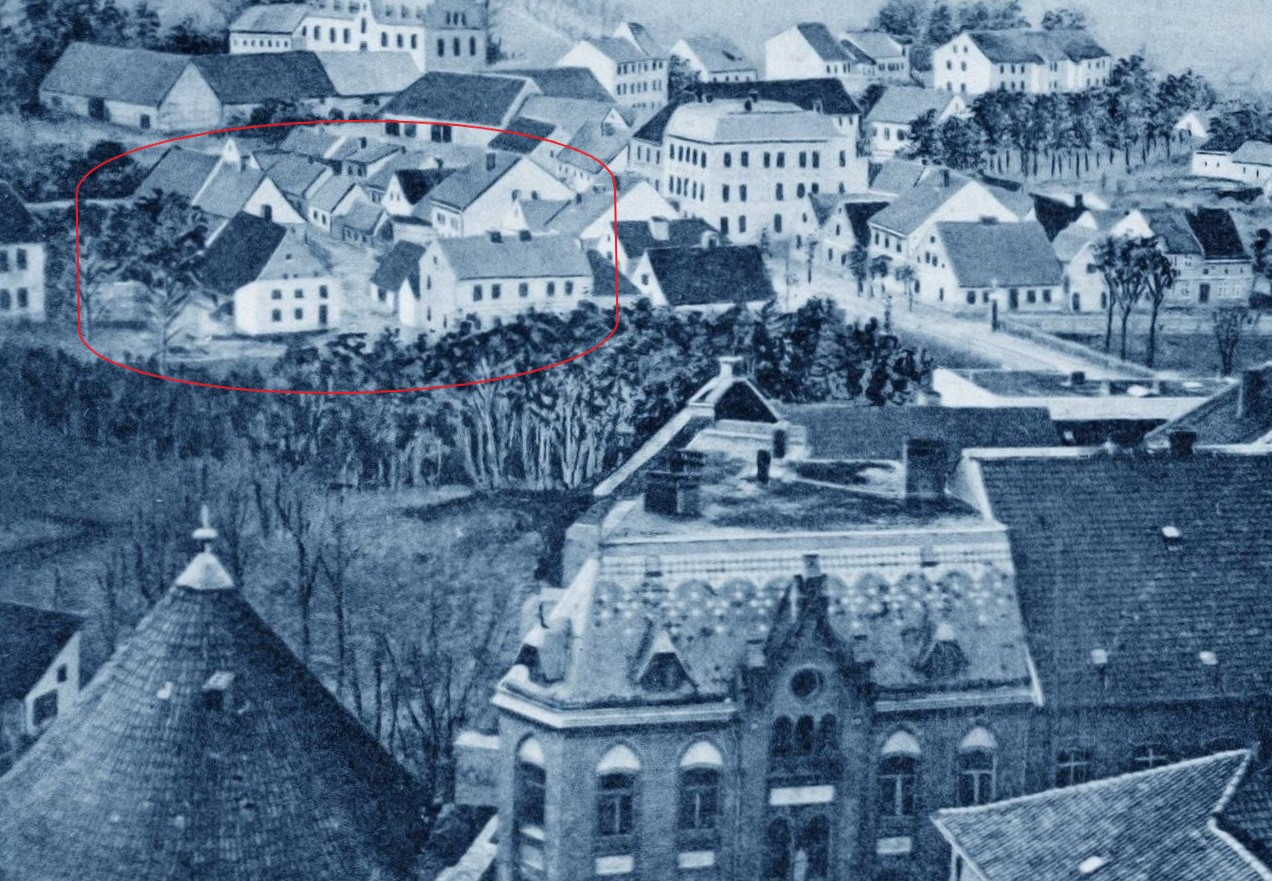
Skwer ok. 1900
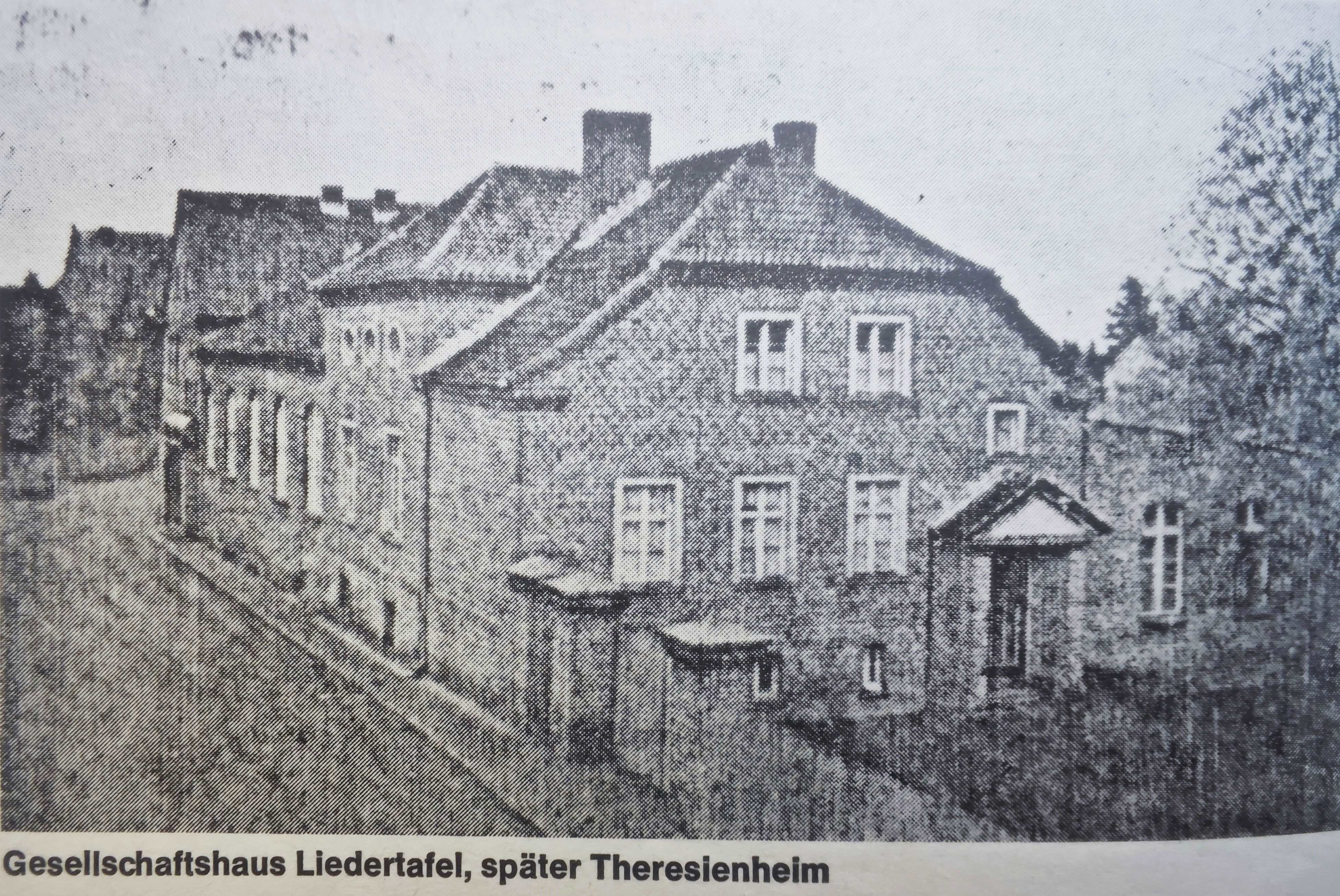
Dom św. Teresy (Theresienheim)
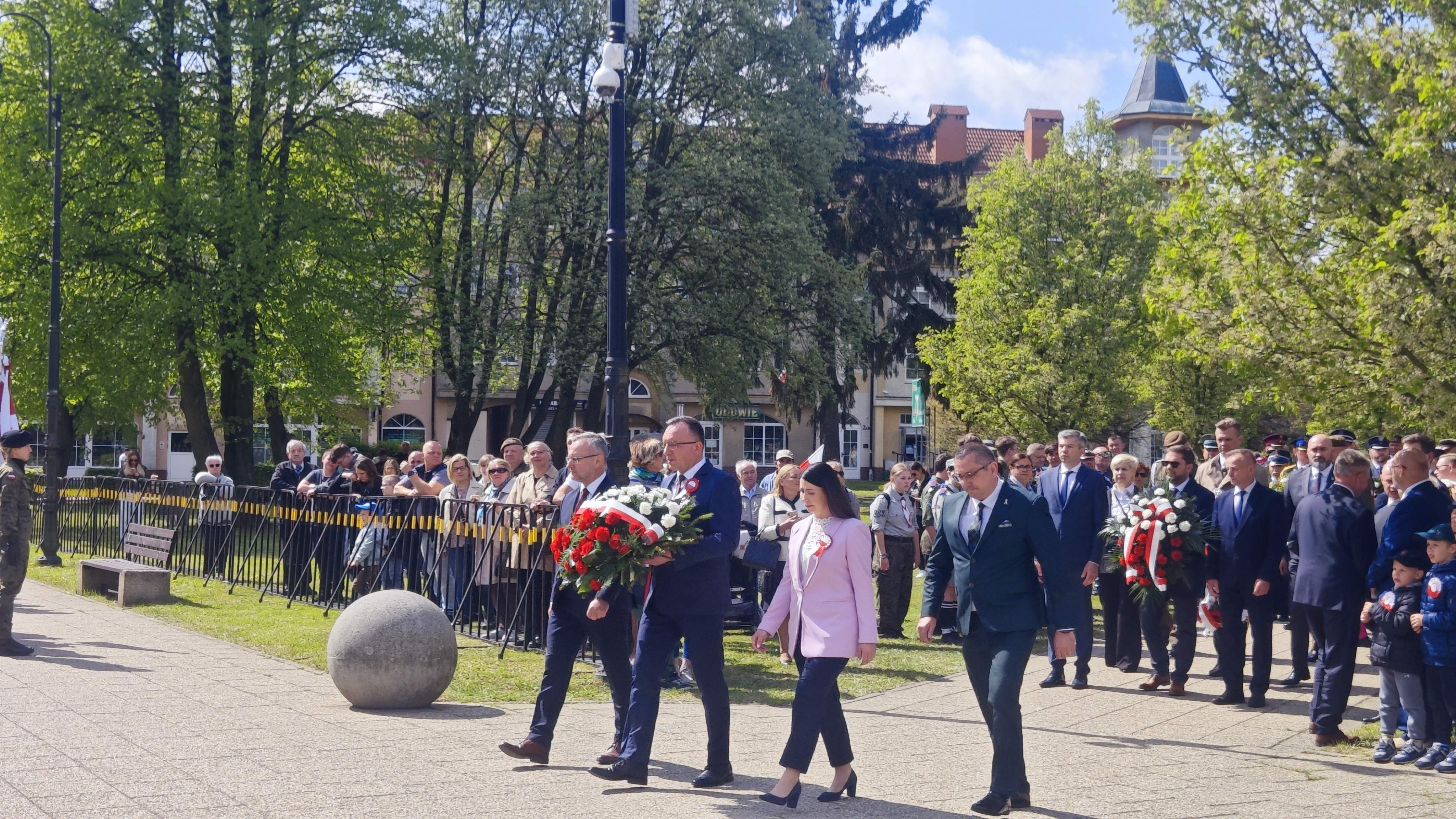
3 maja 2025
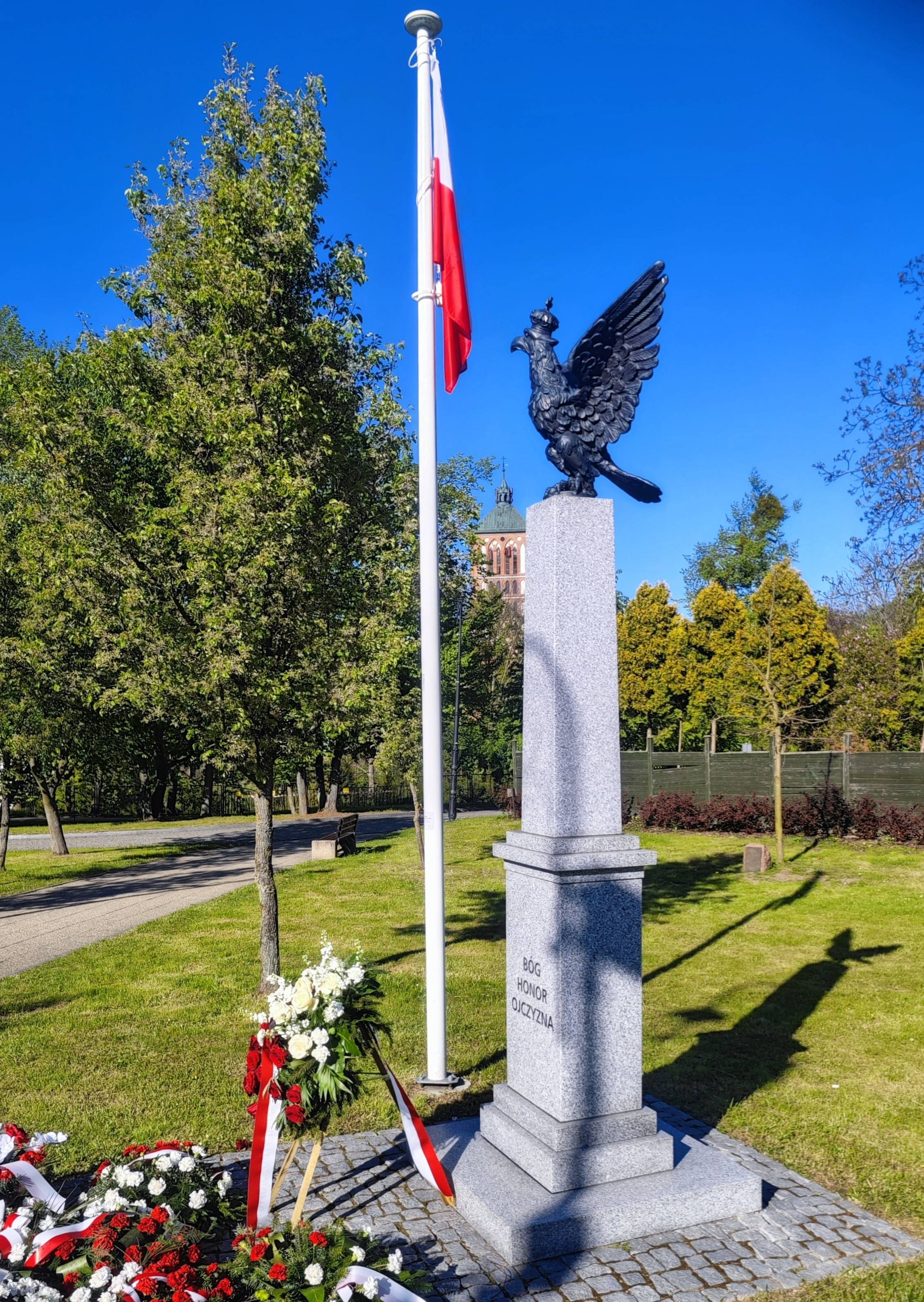
Pomnik Orła Białego
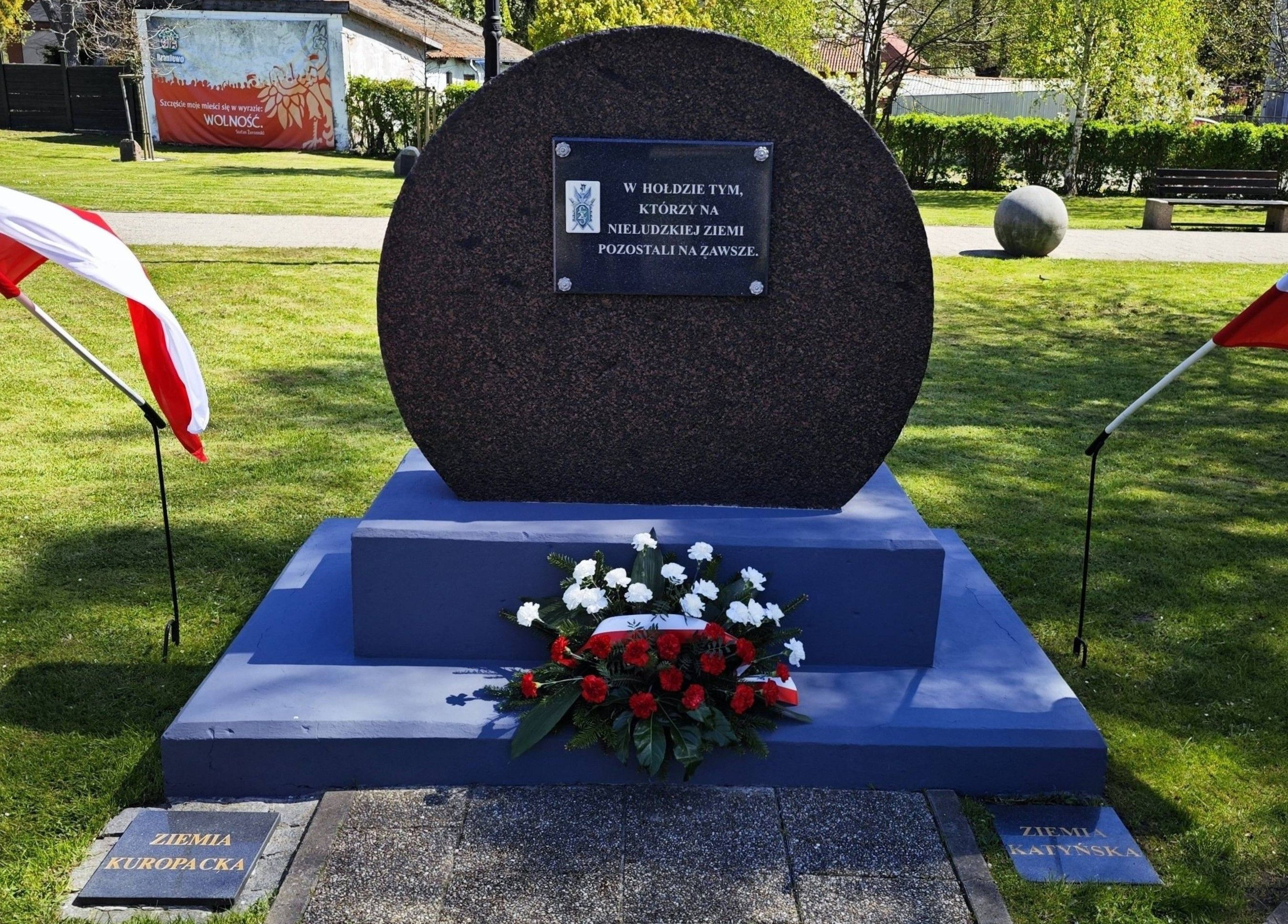
Obelisk pamięci sybiraków
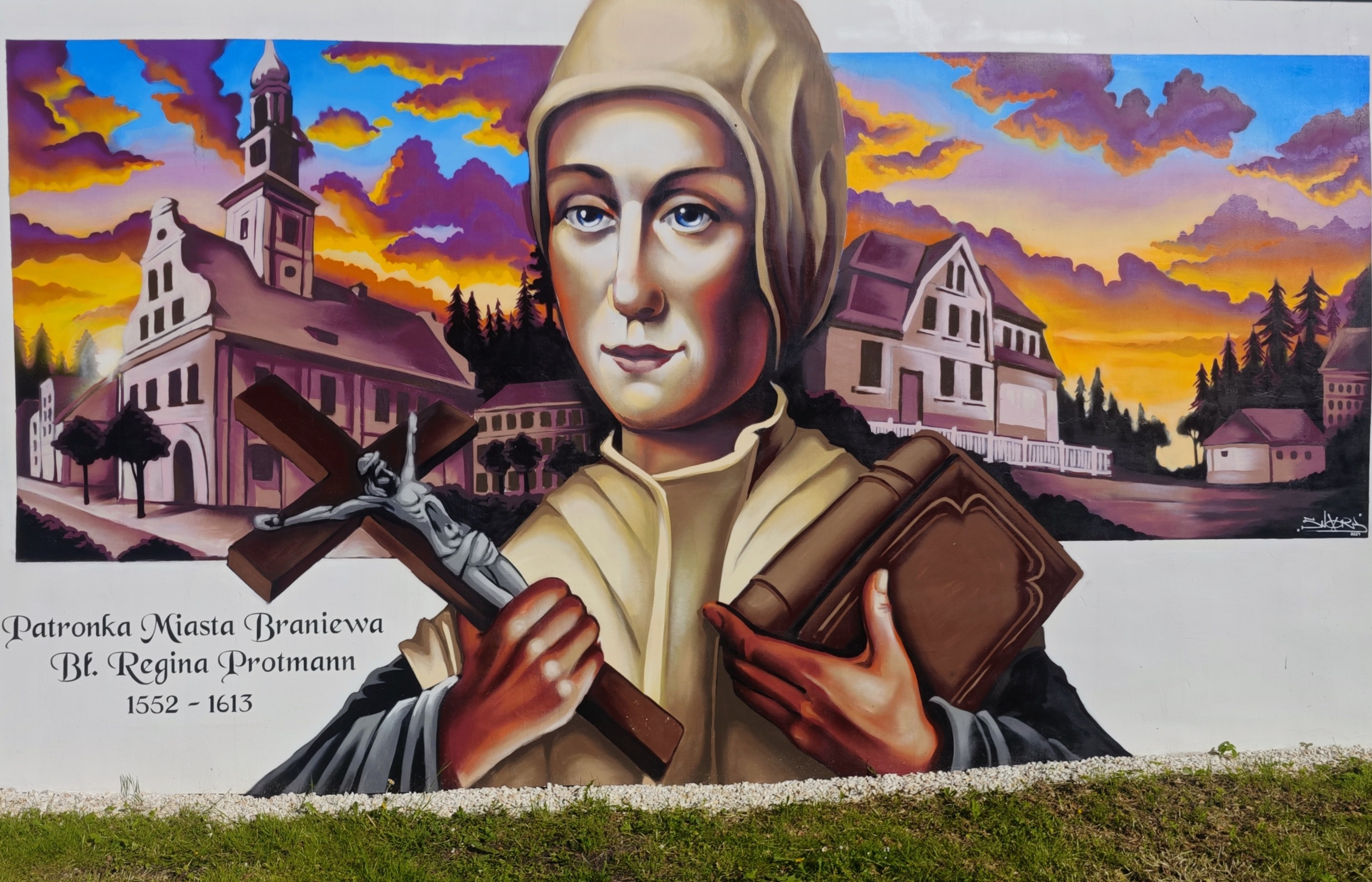
Mural Reginy Protmann